# Genthin
Genthin − miasto w niemieckim kraju związkowym Saksonia-Anhalt, w powiecie Jerichower Land, nad kanałem Łaba-Hawela. Miasto liczy 15 706 mieszkańców (2009).
1 lipca 2009 przyłączono do miasta trzy gminy: Gladau, Paplitz i Tucheim. Trzy lata później gminę Schopsdorf.
W mieście rozwinął się przemysł spożywczy oraz chemiczny.

## Zabytki
Obiekty sakralne:
- kościół Świętej Trójcy,
- kościół NMP Królowej Różańca Świętego.

Inne:
- zamek Dretzel,
- wieża ciśnień.

## Współpraca
Miejscowości partnerskie:
- Datteln, Nadrenia Północna-Westfalia
- Radlin, Polska